# EMC E4
Pour les articles homonymes, voir E4.

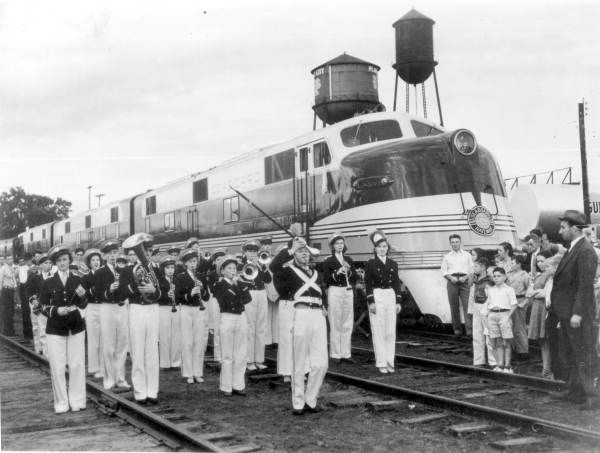
Trois E4 (une unité A, une unité B et une unité A) du Seaboard Air Line Railroad en Floride.

La EMC E4 est une locomotive Diesel de type A1A-A1A produite par EMC. La E4 était une locomotive de passagers produisant 2,000 chevaux-vapeur (1,500 kW) construite en même temps que l'E3.
Les deux modèles sont identiques, la E4 contient un passage (porte à commande pneumatique) dans le nez de la locomotive destiné à faciliter le déplacement de l'équipe de conduite dans un groupe de traction.
14 unités A et 5 unités B ont été produites en 1938-1940.